# Мельниківська сільська рада (Чигиринський район)
Мельниківська сільська́ ра́да — адміністративно-територіальна одиниця та орган місцевого самоврядування в Чигиринському районі Черкаської області. Адміністративний центр — село Мельники.

## Загальні відомості
- Населення ради: 1 091 особа (станом на 2001 рік)

## Населені пункти
Сільській раді підпорядковані населені пункти:
- с. Мельники
- с-ще Буда

## Склад ради
Рада складається з 16 депутатів та голови.
- Голова ради: Ананченко Володимир Сергійович
- Секретар ради: Головко Зоя Михайлівна

### Керівний склад попередніх скликань
| Прізвище, ім'я, по батькові | Основні відомості                                                                       | Дата обрання | Дата звільнення |
| --------------------------- | --------------------------------------------------------------------------------------- | ------------ | --------------- |
| Хоменко Анатолій Степанович | Сільський голова, 1965 року народження, освіта середня спеціальна                       | 26.03.2006   | 31.10.2010      |
| Хоменко Анатолій Степанович | Сільський голова, 1965 року народження, освіта середня спеціальна, член Партії регіонів | 31.10.2010   |                 |

Примітка: таблиця складена за даними сайту Верховної Ради України

### Депутати
За результатами місцевих виборів 2010 року депутатами ради стали:

#### За суб'єктами висування
| Суб'єкт висування | Кількість обраних депутатів | %   |
| ----------------- | --------------------------- | --- |
| Самовисування     | 16                          | 100 |

#### За округами
| № округу | Прізвище, ім'я, по батькові     | Дата визнання обраним | Освіта  | Партійна приналежність | Відомості про обраного депутата                                                    |
| -------- | ------------------------------- | --------------------- | ------- | ---------------------- | ---------------------------------------------------------------------------------- |
| 1        | Проценко Надія Михайлівна       | 01.11.2010            | вища    | позапартійна           | пенсіонер                                                                          |
| 2        | Власенко Геннадій Григорович    | 01.11.2010            | вища    | позапартійний          | тимчасово не працює                                                                |
| 3        | Головко Зоя Михайлівна          | 01.11.2010            | вища    | позапартійна           | Мельниківська сільська рада, секретар                                              |
| 4        | Зінченко Анатолій Володимирович | 01.11.2010            | вища    | позапартійний          | Мельниківська сільська рада, землевпорядник                                        |
| 5        | Безрукавий Володимир Іванович   | 01.11.2010            | вища    | позапартійний          | пенсіонер                                                                          |
| 6        | Зубенко Людмила Михайлівна      | 01.11.2010            | вища    | позапартійна           | Сільський будинок культури, директор                                               |
| 7        | Пилипась Ольга Андріївна        | 01.11.2010            | вища    | позапартійна           | Агрофірма МТК, оператор по відгодівлі свиней                                       |
| 8        | Татарин Сергій Іванович         | 01.11.2010            | вища    | позапартійний          | тимчасово не працює                                                                |
| 9        | Білоножко Василь Олександрович  | 01.11.2010            | вища    | член Партії регіонів   | Консервний завод «Партнер плюс», сторож                                            |
| 10       | Руденко Наталія Василівна       | 01.11.2010            | середня | член Партії регіонів   | Мельниківський НВК, вчитель                                                        |
| 11       | Ананченко Віталіна Миколаївна   | 01.11.2010            | вища    | член Партії регіонів   | Мельниківський НВК, вчитель                                                        |
| 12       | Зінченко Тетяна Іванівна        | 01.11.2010            | вища    | член Партії регіонів   | Мельниківський НВК, вчитель                                                        |
| 13       | Шевченко Любов Петрівна         | 01.11.2010            | вища    | член Партії регіонів   | Чигиринський територіальний центр обслуговування пенсіонерів, соціальний працівник |
| 14       | Холод Сергій Іванович           | 01.11.2010            | вища    | член Партії регіонів   | Мельниківський фельдшерсько-акушерський пункт, завідувач                           |
| 15       | Котова Любов Василівна          | 01.11.2010            | вища    | член Партії регіонів   | Мельниківський НВК, вчитель                                                        |
| 16       | Дмитриченко Нона Володимирівна  | 01.11.2010            | вища    | член Партії регіонів   | НІКЗ «Чигирин», екскурсовод                                                        |

## Природно-заповідний фонд
На території Мельниківської сільської ради розташована гідрологічна пам'ятка природи місцевого значення Дзюркало.